# 瓊塔萊斯省
瓊塔萊斯省 （Departamento de Chontales）是尼加拉瓜的一個省，位於該國中部尼加拉瓜湖的東岸。面積6,378平方公里，2005年人口182,000人。首府惠加爾帕。
下分10市。
1. ↑  Citypopulation.de Population of departments in Nicaragua